# 24426 Belova
24426 Belova è un asteroide troiano di Giove del campo greco. Scoperto nel 2000, presenta un'orbita caratterizzata da un semiasse maggiore pari a 5,2902436 au e da un'eccentricità di 0,0851201, inclinata di 7,36085° rispetto all'eclittica.
L'asteroide è dedicato alla schermitrice sovietica Elena Novikova-Belova, vincitrice della medaglia d'oro in tre edizioni olimpiche.